# Meyer Lansky
Meyer Lansky, rozený Maier Suchowlański (4. července 1902 Grodno, Ruské impérium (dnes Bělorusko) – 15. ledna 1983 Miami, Florida, USA) byl americký gangster, jeden z důležitých členů podsvětí, který spolupracoval s Lucky Lucianem. Díky tomu, že uměl velice obratně zacházet s penězi a že byl finančně jedním z nejvíce prosperujících mafiánů vůbec se mu v podsvětí říkalo Mob's Accountant (Účetní mafie).

## Mládí
Jeho otec Max a matka Yetta byli polští židé. V roce 1909 odjel Max Suchowljansky do Ameriky a usadil se v New Yorku. V roce 1911 za ním přijela jeho žena a děti – desetiletý Maier (Meyer) s bratrem Jakem a sestrou.
Otec pracoval v továrně na textil jako žehlíř. To, co vydělal, sotva stačilo pro potřeby rodiny.
V New Yorku žili krátce v Brownsville (Brooklyn), pak se přestěhovali do Lower East Side (Manhattan). Příjmení si poameričtili na Lansky.
Snažili se stále dodržovat židovské tradice. Meyer Lansky studoval náboženství a ve 13 letech prošel obřadem Bar Micva.
Na ulici často Meyer pozoroval, jak se hrají kostky, a odkoukal triky, díky kterým se vyhrávalo. Tato hra se stala zdrojem jeho prvních příjmů. Postupem času se naučil s financemi velice dobře zacházet a v podsvětí platil téměř za finančního génia, který dokáže peníze nejen získat, ale ovládá umění praní špinavých peněz a peníze umí zlegalizovat.
Jako mladík si Lansky vydělával nejen na kostkách, ale také různými zakázkami spojenými s vydíráním obchodníků a jinými násilnými akcemi.

## Bugsy Siegel a Lucky Luciano
Někdy mezi lety 1914 a 1920 se Meyer Lansky seznámil s Bugsy Sieglem, stali se přáteli.
V New Yorku fungovaly hlavně italské a irské gangy a židé se stávali často terčem jejich útoků. Proto Meyer kolem sebe shromáždil skupinu židů (mezi nimi jeho bratr Jake a Bugsy Siegel), kteří útokům ostatních dobře organizovaných gangů vzdorovali, opláceli je a sami provozovali kriminální činnost. Lansky byl organizátor, Bugsy spíše vykonával špinavou práci. Napadali obchodníky, unášeli je, vykrádali obchody, kradli auta.
V roce 1917 odešel Meyer ze školy a začal pracovat v manufaktuře, a to až do roku 1921, kdy práci opustil.
Člověkem, který ovlivnil Lanskyho osud, byl kromě Bugsyho také Lucky Luciano. Za prohibice se spolu věnovali obchodu s alkoholem. Kromě toho kontrolovali oblast hazardních her (na tu se zaměřovali Meyer a Bugsy) a provozovali nevěstince (Lucky Luciano a Frank Costello).
Meyer Lansky si uvědomoval, jak moc mu Lucianova podpora pomáhá, protože ostatní šéfové mafiánských klanů neměli židy moc v lásce. Dva hlavní mafiánští bossové, rivalové Masseria a Maranzano, chtěli na svou stranu získat Luciana a nutili ho, aby se Meyera zbavil.
Meyerovým velkým vzorem byl Arnold Rothstein, gambler a obchodník. Vybral si Lanskyho a Luciana, aby mu pomáhali v nelegálním obchodu s alkoholem. Jeho krédem bylo, že prodává pouze kvalitu. V roce 1928 byl zavražděn.
Roku 1928 získal Meyer americké občanství.
V roce 1931 vyvrcholil konflikt mezi Masseriem a Maranzanou (Castellamarská válka). Luciano s Meyerem připravili vraždu Masserii (15. dubna 1931). 10. září 1931 pak byl zabit i Maranzano. Luciano se dostal do vedení newyorské mafie.
V roce 1931 byl Al Capone odsouzen za daňové úniky. Takového osudu se bál i Meyer. Vždy dbal na to, aby na sebe neměl napsaný žádný majetek a své peníze převáděl na anonymní účty.
Po skončení prohibice se Lansky opět vrátil k hazardním hrám. Vedl kasina, do kterých najal ty nejlepší krupiéry. Kasina zakládal i na Floridě. Byl dárcem několika dobročinných organizací, a tak prakticky neměl problémy se stížnostmi na jeho podniky.
V roce 1936 byl Luciano poslán do vězení. Lansky a Costello převzali jeho obchody. Luciano byl však s Lanskym a ostatními mafiány v kontaktu i za dobu svého věznění.

## Flamingo
Bugsy Siegel se chtěl osamostatnit. Objevil velký potenciál Las Vegas a chtěl tam postavit velké moderní kasino. Nějaká kasina tam sice už byla, ale dosud nespadala pod kontrolu mafie. Lansky a další mafiáni do projektu investovali peníze, Bugsy výstavbu vedl.
Tím projektem bylo dokončení stavby kasina a hotelu Flamingo. Bugsy se nechával ovlivnit svojí přítelkyní (Virginia Hill), které dovolil, aby na finální fáze výstavby sama dohlížela a přenechal jí i část rozhodování. Došlo k mnoha prodlevám a finančním ztrátám. Ve výstavbě bylo utopeno mnohem víc peněz, než se zpočátku myslelo.
V prosinci 1946 byla v Havaně uspořádána konference, na které se sešly mafiánské špičky. Mimo jiné bylo na programu i kasino Flamingo. Lansky musel říci ostatním, jak je to s jeho výstavbou, že nebude stát milion, jak se původně zdálo, ale že spolkne 6 milionů, než bude vůbec dokončeno. Padl návrh na odstranění Bugsyho, ale Meyer ostatní účastníky uklidňoval, že vložené peníze se určitě vrátí.
Virginia Hill často cestovala do Evropy, do Ženevy, a proto vzniklo podezření, že s Bugsym ukrývají peníze do bank ve Švýcarsku.
Na začátku roku 1947, těsně po otevření Flaminga, bylo účetnictví kasina hluboko v minusu. Na krátko bylo Flamingo zavřené, aby se v březnu znova otevřelo. V květnu začalo vydělávat, ale bylo to už pozdě. V červnu 1947 byl Bugsy Siegel ve svém domě v Beverly Hills zastřelen. Meyer Lansky odmítal, že by stál za jeho smrtí.

## Kuba

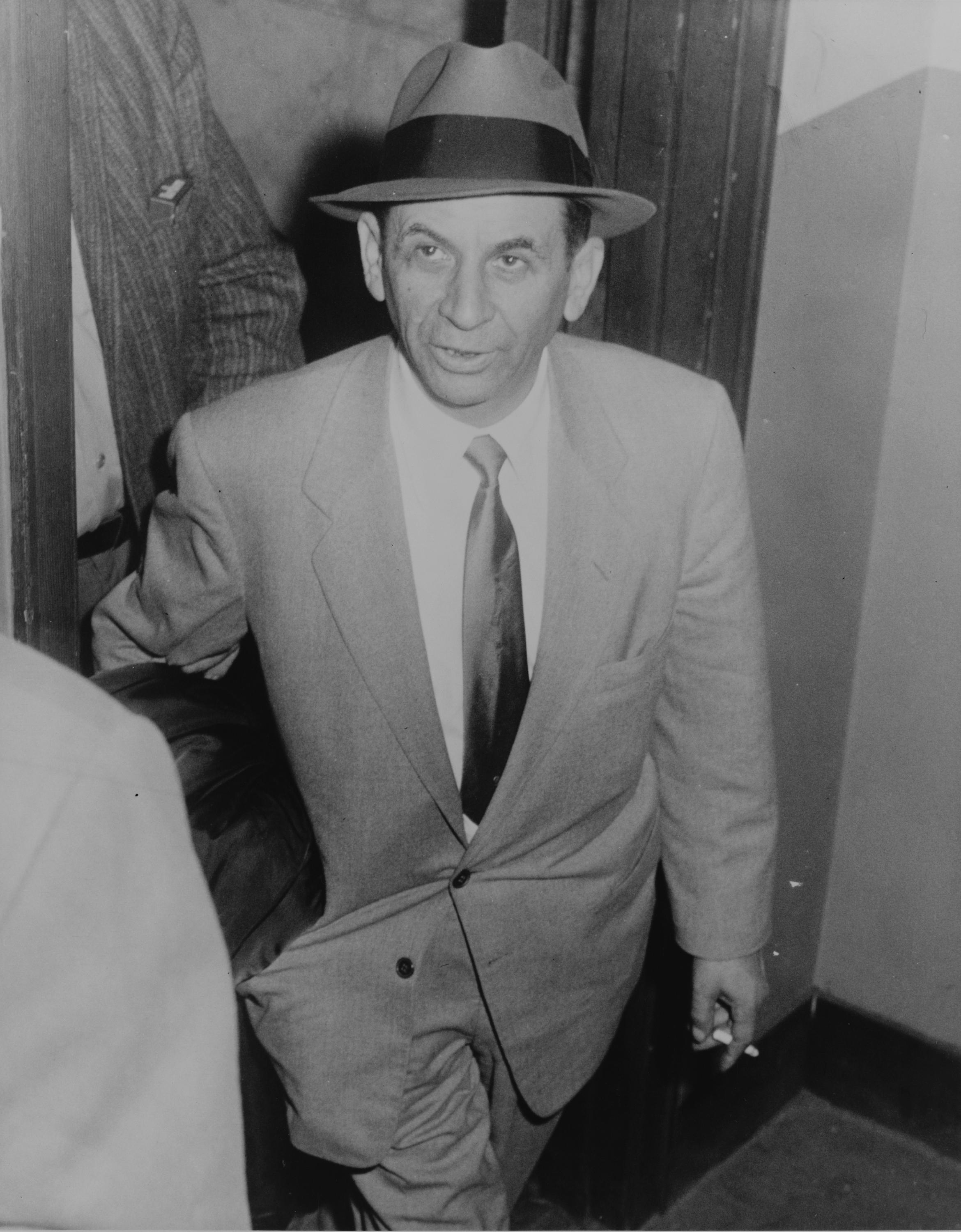
Meyer Lansky

Lanskyho talentu si všiml kubánský diktátor Fulgencio Batista. Lansky se mu hodil na to, aby vrátil reputaci kubánským kasinům, která byla považována za místo, kde se vždy podvádí. Mezi lety 1940 a 1950 již měl Meyer pod kontrolou několik kasin v Havaně, která zmodernizoval. Na Kubu začaly proudit americké peníze.
Roku 1946 se Meyer rozvedl se svou ženou Anne.
Přestože se Meyer nejvíce zabýval hazardními hrami, mezi jeho aktivity patřil i obchod s narkotiky a se zbraněmi, řízená prostitutce, pornografický průmysl, vydírání. Nevlastnil jen kasina, ale také hotely a několik podniků. Své peníze ukládal na anonymní účty ve švýcarských bankách a oficiálně neměl prakticky žádný majetek.
16. prosince 1948 se Meyer oženil podruhé, s Thelmou Sheer Schwartz, známou jako Teddy (zemřela roku 1997).
Po kubánské revoluci (1959) byla kasina na Kubě znárodněna. Meyer odjel na Bahamy, aby tam dále investoval.

## Izrael
Přestože byla Meyerovi v dětství vštěpována židovská tradice, své dva syny v ní nevychovával a vrátil se k ní až ve stáří. Izrael poprvé navštívil, až když mu bylo 60 let.
V roce 1970, kdy jej sledovala FBI a policie, se Meyer rozhodl odjet za svým přítelem Stacherem do Tel Avivu. Po několika měsících chtěl využít imigračního zákona, který povoluje židům z celého světa, že se mohou stát občany Izraele. Zpočátku se zdálo, že mu bude občanství přiznáno, ale po intervenci premiérky Goldy Meierové byla Lanskyho žádost zamítnuta. Panovala obava, že by se v Izraeli věnoval kriminální činnosti.
Z Izraele odletěl Lansky do Švýcarska a do Jižní Ameriky (Paraguay), odkud byl však také vyhoštěn. Když opět přistál na Floridě, byl zatčen.
Meyer Lansky si nikdy neodseděl dlouhý trest. Pomohly mu k tomu kontakty, které měl, a v poslední době také chatrné zdraví. Onemocněl rakovinou a potřeboval neustálý lékařský dohled.

## Smrt
Poslední roky života trávil doma v Miami Beach.
15. ledna 1983 podlehl rakovině plic. Zemřel v nemocnici, ve věku 81 let. Luckyho Luciana tak přežil o 21 let. Pohřbený je na hřbitově v Miami na Floridě.
Zůstala po něm žena Teddy, synové Buddy a Paul a dcera Sandra. Jeho majetek v době jeho smrti se odhaduje na 300 milionů dolarů. Písemné záznamy však o tom nejsou žádné.